# Vampyressa pusilla
Vampyressa pusilla (Wagner, 1843) è un pipistrello della famiglia dei Fillostomidi diffuso nell'America meridionale.

## Descrizione

### Dimensioni
Pipistrello di piccole dimensioni, con la lunghezza della testa e del corpo tra 46 e 47 mm, la lunghezza dell'avambraccio tra 30 e 32 mm, la lunghezza del piede di 10 mm, la lunghezza delle orecchie di 14,8 mm e un peso fino a 7,9 g.

### Aspetto
La pelliccia è relativamente lunga e liscia, con i singoli peli tricolori. Le parti dorsali sono brunastre chiare, mentre le parti ventrali variano dal giallo-brunastro al marrone chiaro. Il muso è corto e largo. La foglia nasale è ben sviluppata, bruno-giallastra e lanceolata. Due strisce bianche sono presenti su ogni lato del viso separate da una banda più scura, la prima si estende dall'angolo esterno della foglia nasale fino a dietro l'orecchio, mentre la seconda parte dell'angolo posteriore della bocca e termina alla base del padiglione auricolare. Le orecchie sono grandi, rotonde, appuntite, nerastre e con i bordi giallastri. Il trago è piccolo, giallastro, triangolare, con il bordo posteriore dentellato e un lobo allungato alla base anteriore. È privo di coda, mentre l'uropatagio è ridotto ad una sottile membrana lungo la parte interna degli arti inferiori, densamente ricoperta di peli nella prima metà dorsale. Il calcar è molto corto. Il cariotipo è 2n=20 FNa=36.

## Biologia

### Comportamento
Costruisce dei rifugi arrotolando foglie di piante dei generi Simira, Heliconia, Piper e Philodendron.

### Alimentazione
Si nutre di frutta.

### Riproduzione
Femmine gravide sono state osservate nel mese di giugno nel Paraguay e in dicembre nello stato di San Paolo.

## Distribuzione e habitat
Questa specie è diffusa negli stati brasiliani di Goiás, Distretto Federale, Minas Gerais, Bahia, Espírito Santo, Rio de Janeiro, San Paolo, Paraná e Rio Grande do Sul; Argentina nord-orientale e Paraguay.
Vive nelle foreste umide.

## Conservazione
La IUCN Red List, considerata la mancanza di informazioni recenti circa l'estensione del suo areale, le minacce, lo stato della popolazione e i requisiti ecologici, classifica V.pusilla come specie con dati insufficienti (DD).